# Havardia mexicana
Havardia mexicana är en ärtväxtart som först beskrevs av Joseph Nelson Rose, och fick sitt nu gällande namn av Nathaniel Lord Britton och Joseph Nelson Rose. Havardia mexicana ingår i släktet Havardia och familjen ärtväxter. Inga underarter finns listade i Catalogue of Life.